# Pandanus endeavourensis
Pandanus endeavourensis är en enhjärtbladig växtart som beskrevs av Harold St.John. Pandanus endeavourensis ingår i släktet Pandanus och familjen Pandanaceae. Inga underarter finns listade.